# Doller
Doller er en 46,5 km lang flod i departementet Haut-Rhin i Alsace i det nordøstlige Frankrig. Den er biflod til Ill, der igen er en biflod til Rhinen.

## Geografi

### Forløb
Doller udspringer i omkring 900 meters højde nordvest for Baerenkopf i nærheden af Ballon d'Alsace i Vogeserne.
Allerede på dette sted hedder den Doller og modtager Wagenstallbach på venstre bred. Efter at den er drejet mere end 180° i en stor bue flyder den gennem Vallée de la Doller i Canton de Masevaux i sydøstlig retning. I denne dal løber den gennem kommunerne Sewen, Dolleren, Oberbruck, Kirchberg, Wegscheid, Niederbruck, Sickert, Masevaux og Sentheim. Ude af Vogeserne ændrer floden retning og flyder mod øst. I Mulhouse udmunder den i en højde på omkring 235 m i floden Ill.

### Bifloder
- La Kaltenbrunnen (venstre)
- Le Firtig (venstre)
- Latschgraben (højre)
- Wagenstellbach (venstre)
- Seebach bei Sewen (venstre), 2,5 km
- Graberbach (højre), 3,4 km
- Seebach bei Oberbruck (venstre)
- Soultzbach (venstre)
- Heimbach (venstre), 2,2 km
- Lachtelweiherbaechle (højre), 4,9 km
- La Rohne (højre), 2,6 km
- Sickertbach (venstre), 3,1 km
- Odilenbaechle (højre), 3,8 km
- Willerbach (venstre), 4,7 km
- Houppachbaechle (venstre)
- Grambaechle (højre), 2,8 km
- Le Talungrunzbach (højre) 2,7 km
- Silbach (venstre)
- Bourbach (venstre)
- Hahnenbach (højre), 6,0 km
- Michelbach (venstre)
- Steinbaechel (højre)
- Baerenbach (venstre)

## Hydrologi
Ved udmundingen i Ill udgør den gennemsnitlige vandmængde 4,26 m³/s. Afvandingsområdet er på 215,4 km².

## Eksterne kilder
- Wikimedia Commons har flere filer relateret til Doller
- Doller på sandre.eaufrance.fr (fransk)
- Débits caractéristiques de la Doller Arkiveret 5. marts 2016 hos  Wayback Machine (fransk) PDF; 19 kB)